# Панорамна фотографія

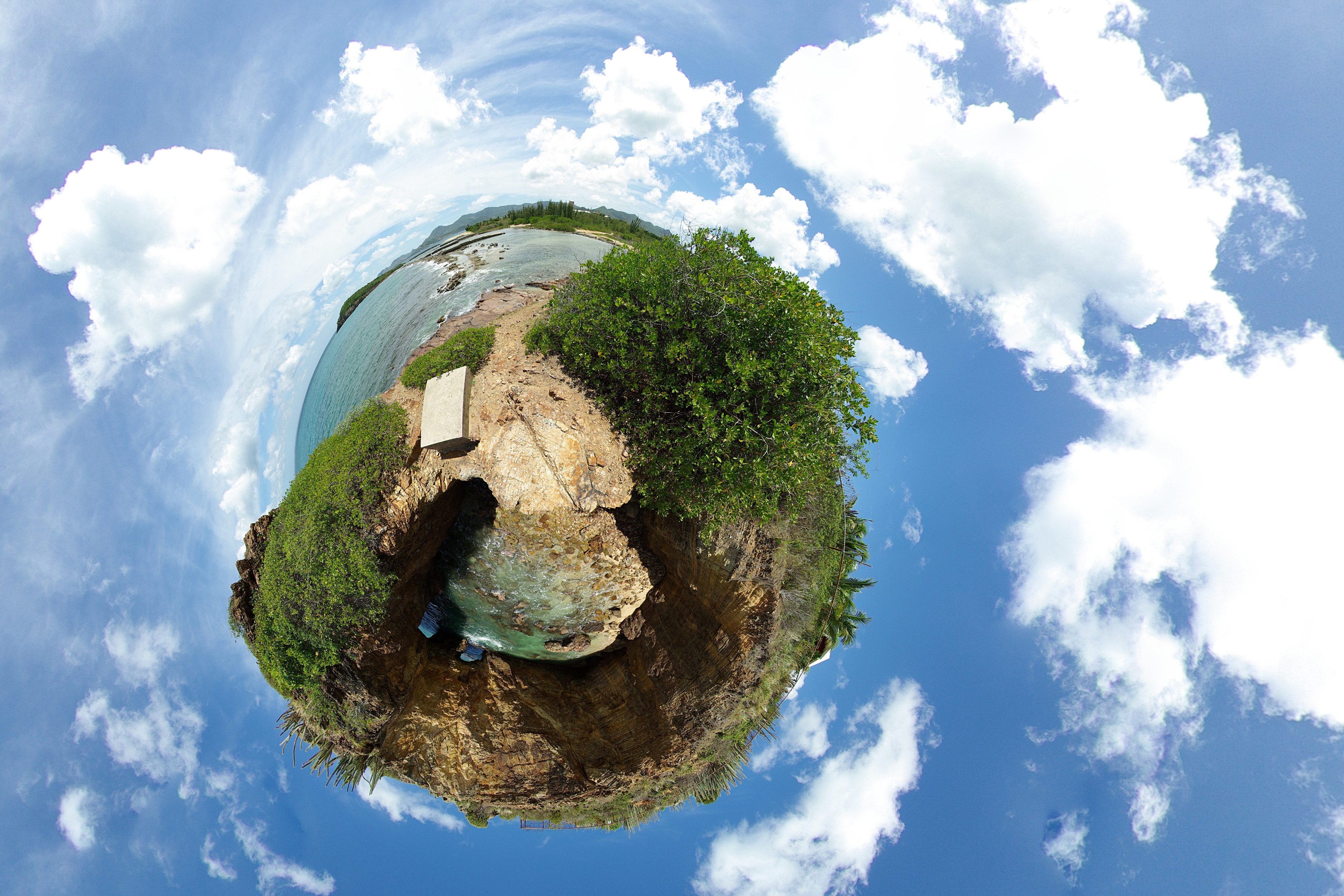
360-градусна панорама в сферичній проєкції

Панорамна фотографія — техніка виконання фотографії, із використанням спеціального обладнання чи програмного забезпечення, за допомогою яких отримані зображення мають горизонтально подовжене поле зору. Іноді це називають широкоформатною фотографією.
Термін «панорамна фотографія» також застосовують як:
- Фотографія з великим кутом огляду, що перевищує можливості звичайних об'єктивів, а часто і понад 180 градусів;
- Звичайна фотографія «довгого» формату, із співвідношенням сторін 1 × 2, 1 × 3 і більше;
- Фотографія, отримана шляхом технології складання панорам з окремих кадрів (при цьому вона може мати невеликий кут огляду і стандартне співвідношення сторін).

## Загальні відомості
У залежності від області застосування панорами можуть бути планарними і віртуальними.
Планарні панорами проєктуються на площину і можуть бути цілком відтворені на папері або моніторі
Віртуальна панорама призначена для показу на комп'ютері за допомогою спеціального програмного забезпечення, що створює 3-D ефект і дозволяє глядачеві «крутити головою», дивлячись у різні боки відзнятого простору. Такі панорами можуть бути сферичними (покривають 360 × 180 градусів і дозволяють глядачеві дивитися не тільки вліво-вправо, але і під ноги і над головою) і циліндричними (можна дивитись тільки вліво-вправо).
Планарні панорами можуть бути представлені в одній з поширених проєкцій, що прийшли з картографії:
- Прямолінійна (rectlinear, вона ж flat, плоска і т. д.) панорама — панорама, в якій прямі лінії на предметі знімання лишаються прямими і на знімку. Кут огляду таких панорам обмежений, оскільки при збільшенні кута починаються сильне розтягування зображення по краях, деформації, пов'язані з боковим видом об'єктів тощо. Розумний кут по горизонталі і вертикалі — близько 90 градусів, максимальний у клеєних панорам залежить від програм складання панорам і рідко виходить за 130 градусів. Прямолінійну панораму можна отримати:
  - Обрізанням кадру, що не має вираженої дисторсії;
  - Склеюванням кадрів, отриманих за допомогою шифт-об'єктива (використовують для професійного архітектурного знімання) і лінійного переміщення камери;
  - Панорамним фотоапаратом з неповоротним об'єктивом.
- Циліндрична проєкція — проєктується на бокову частину циліндра й має охоплення по горизонталі до 360° (по вертикалі обмеження аналогічні прямолінійним панорамам) без розтягування об'єктів знімання по горизонталі. Відмінною особливістю таких знімків є вигинання горизонтальних ліній. Довгі прямі будівлі можуть виглядати як вигнуті в плані. Тому в архітектурному зніманні використовують рідко. Такі панорами отримують склейкою фрагментів або панорамним фотоапаратом з обертовим об'єктивом. Типовий представник такої техніки — серія фотоапаратів «Горизонт».
- Сферична проєкція (еквідистантна, equirectangular, sphere) виходить «розворотом» поверхні сфери на площину. Така проєкція дозволяє показати зображення з охопленням 360 × 180, проте ціною суттєвих викривлень. Цю проєкцію часто використовують для зберігання сферичних панорам.
- Проєкція Меркатора — проміжний варіант між циліндром і сферою. Дозволяє показати більший кут по вертикалі (однак не повну сферу) з меншими спотвореннями, ніж у сферичної проєкції.
- Кубічна проєкція — сфера відображається на 6 граней куба, в який вона вписана. Фактично це 6 кадрів у прямолінійній проєкції. Часто використовують для зберігання сферичних панорам.

Панорами, отримані шляхом зшивання безлічі знімків, знімаються за допомогою панорамних головок, що дозволяє уникнути паралаксу. На основі панорамних фотозображень можна зібрати логічно пов'язані між собою сцени. З використанням Flash-технологій таким чином виходить віртуальний тур на основі панорамної фотографії. Область застосування даної реалізації досить велика: це можуть бути як комерційні готелі, фітнес-центри і кафе, так і державні музеї та виставки.